# Nelas
Nelas – miejscowość w Portugalii, leżąca w dystrykcie Viseu, w regionie Centrum w podregionie Dão-Lafões. Miejscowość jest siedzibą gminy o tej samej nazwie.

## Demografia
| Liczba ludności gminy Nelas (1801–2011) | Liczba ludności gminy Nelas (1801–2011) | Liczba ludności gminy Nelas (1801–2011) | Liczba ludności gminy Nelas (1801–2011) | Liczba ludności gminy Nelas (1801–2011) | Liczba ludności gminy Nelas (1801–2011) | Liczba ludności gminy Nelas (1801–2011) | Liczba ludności gminy Nelas (1801–2011) | Liczba ludności gminy Nelas (1801–2011) | Liczba ludności gminy Nelas (1801–2011) |
| --------------------------------------- | --------------------------------------- | --------------------------------------- | --------------------------------------- | --------------------------------------- | --------------------------------------- | --------------------------------------- | --------------------------------------- | --------------------------------------- | --------------------------------------- |
| 1801                                    | 1849                                    | 1900                                    | 1930                                    | 1960                                    | 1981                                    | 1991                                    | 2001                                    | 2004                                    | 2011                                    |
| 5 379                                   | 5 904                                   | 14 145                                  | 14 470                                  | 16 504                                  | 15 069                                  | 14 618                                  | 14 283                                  | 14 504                                  | 14 037                                  |

## Sołectwa
Sołectwa gminy Nelas (ludność wg stanu na 2011 r.)
- Aguieira – 558 osób
- Canas de Senhorim – 3509 osób
- Carvalhal Redondo – 974 osoby
- Lapa do Lobo – 756 osób
- Moreira – 595 osób
- Nelas – 4702 osoby
- Santar – 1042 osoby
- Senhorim – 1156 osób
- Vilar Seco – 745 osób